# Johor Darul Takzim FC
El Johor Darul Takzim o simplemente JDT FC (hasta 2012 Johor FC) es un equipo de fútbol de Malasia que juega en la Superliga de Malasia.

## Historia
Fue fundado en el año 1972 en la ciudad de Pasir Gudang, en Johor por la Sports Bureau of the Workers Union of Johor State Economic Development Corporation. Posee una rivalidad con el otro equipo de Johor, el Johor FA.
Es actualmente el ochocampeón de la Superliga de Malasia 2014, 2015, 2016, 2017, 2018, 2019, 2020, 2021. A nivel internacional se coronó campeón de la Copa de la AFC 2015.

## Estadios

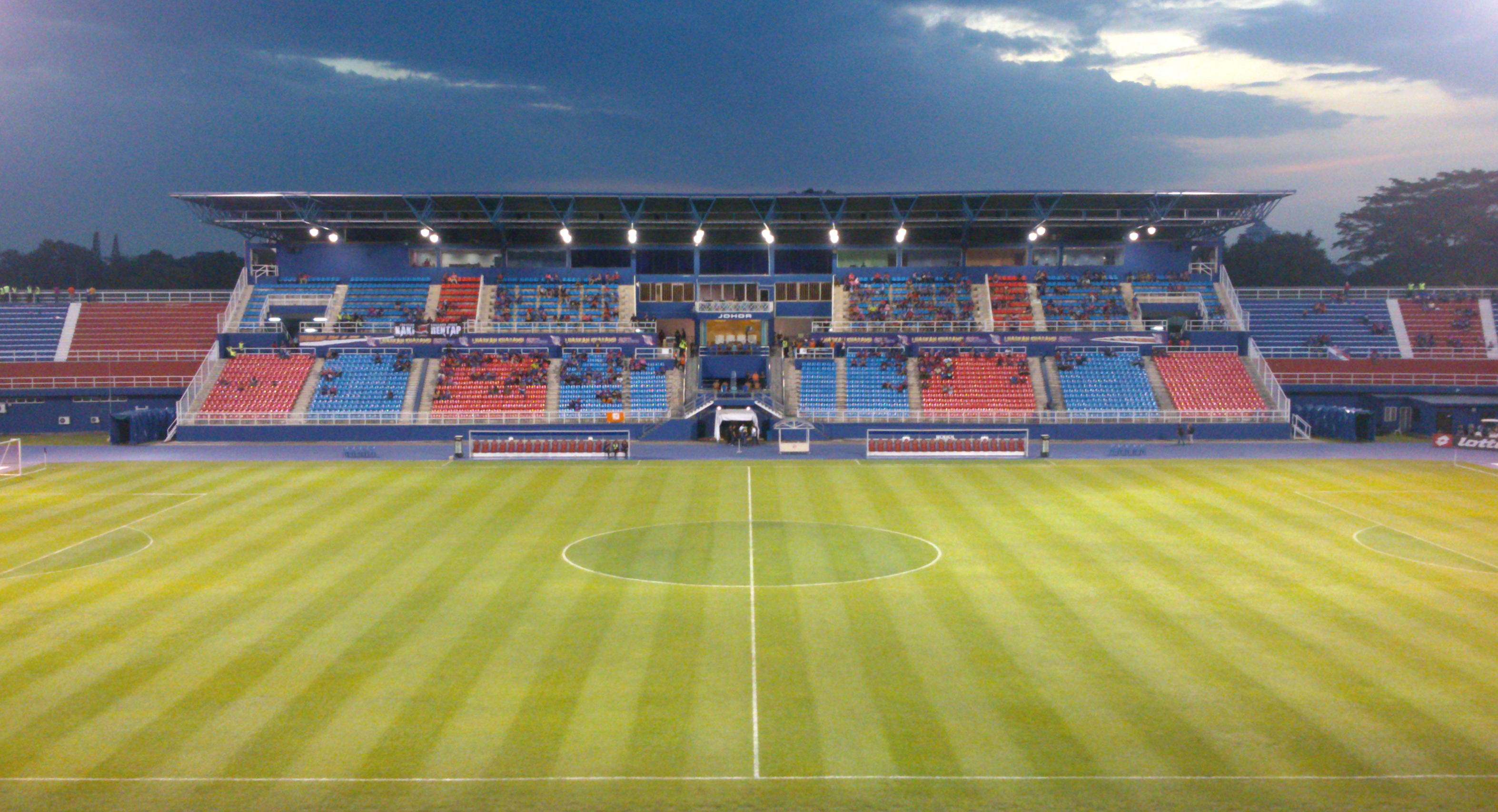
Estadio Tan Sri Dato.

Antes de 2020, el Johor Darul Ta'zim FC jugó sus partidos en casa en el Estadio Tan Sri Dato Haji Hassan Yunos, también conocido como estadio Larkin. El estadio fue construido originalmente en 1964, con una capacidad para 15,000 espectadores. El estadio lleva el nombre del antiguo Menteri Besar de Johor, Tan Sri Dato Hj. Hassan Yunus.
En 1991, la capacidad del estadio se duplicó luego de amplias renovaciones. Se agregaron una pista de atletismo, mástiles de reflectores e infraestructura de medios para permitir que el terreno albergue grandes eventos. El estadio también se usó para la Copa Mundial Sub-20 de Fútbol de 1997 y los Juegos Sukma .

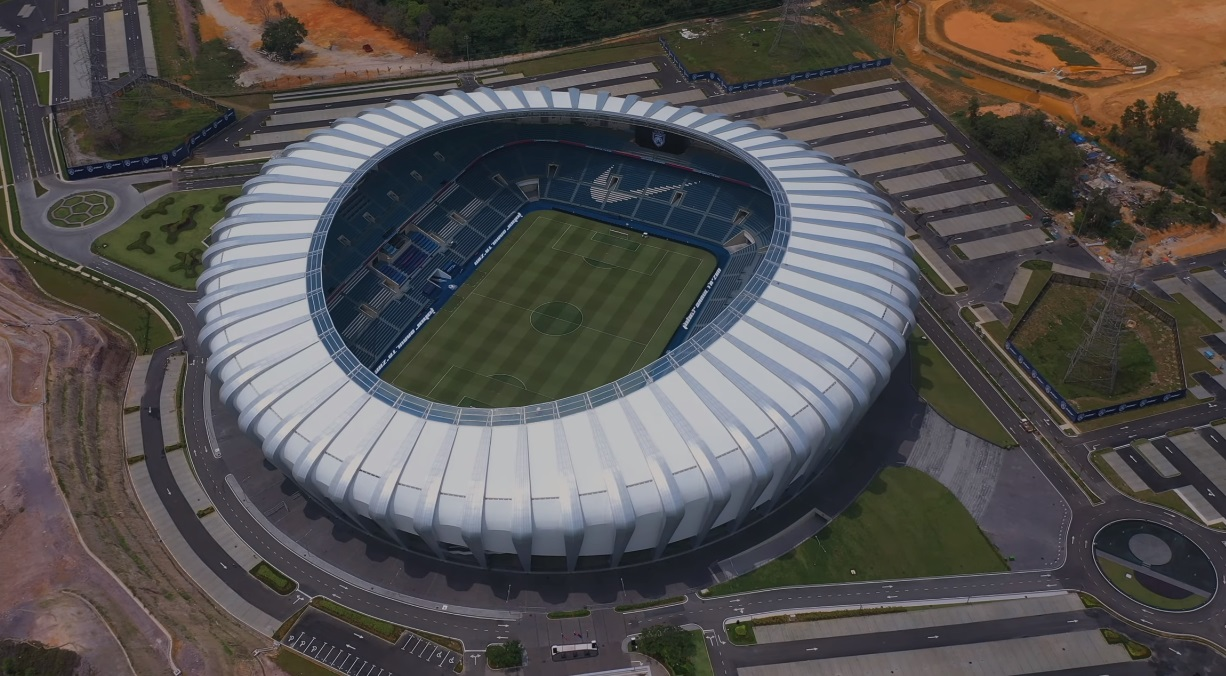
Estadio Sultan Ibrahim.

El Estadio Sultan Ibrahim Larkin se completó en enero de 2020 y posee una capacidad para 40,000 espectadores, fue construido por Country Garden Pacificview a un costo de 200 millones de Ringgit. Lleva el nombre del gobernador del estado, el Sultan Ibrahim Ismail de Johor.

## Entrenadores
| Nombre           | Desde                   | Hasta                   |
| ---------------- | ----------------------- | ----------------------- |
| Ron Smith        | 1998                    | 1999                    |
| Bruce Stowell    | 1999                    | 2001                    |
| Raul Carrizo     | 2005                    | 2005                    |
| Ramlan Rashid    | 2005                    | 2010                    |
| Azuan Zain       | 2011                    | 2011                    |
| K. Devan         | 2012                    | 2012                    |
| Sazali Saidon    | 2012                    | 2012                    |
| Fandi Ahmad      | 3 de febrero de 2012    | 30 de julio de 2013     |
| Azmi Mohamed     | 30 de julio de 2013     | 21 de agosto de 2013    |
| César Ferrando   | 21 de agosto de 2013    | 25 de febrero de 2014   |
| Bojan Hodak      | 25 de febrero de 2014   | 25 de abril de 2015     |
| Mario Gómez      | 26 de abril de 2015     | 18 de enero de 2017     |
| Benjamín Mora    | 18 de enero de 2017     | 18 de junio de 2017     |
| Ulisses Morais   | 19 de junio de 2017     | 25 de febrero de 2018   |
| Raúl Longhi      | 26 de febrero de 2018   | 9 de agosto de 2018     |
| Luciano Figueroa | 9 de agosto de 2018     | 21 de octubre de 2020   |
| Benjamín Mora    | 21 de octubre de 2020   | 27 de julio de 2022     |
| Héctor Bidoglio  | 28 de julio de 2022     | 1 de diciembre de 2022  |
| Esteban Solari   | 1 de diciembre de 2022  | 28 de diciembre de 2023 |
| Héctor Bidoglio  | 29 de diciembre de 2023 | 6 de junio de 2025      |
| Xisco Muñoz      | 6 de junio de 2025      | presente                |

## Palmarés

### Torneos Nacionales
- Superliga de Malasia (11): 2014, 2015, 2016, 2017, 2018, 2019, 2020, 2021, 2022, 2023, 2024-25
- Liga Premier de Malasia (1): 2001
- Copa de Malasia (4): 2017, 2019, 2022, 2023
- Copa FA de Malasia (4): 2016, 2022, 2023, 2024
- Malasia Charity Shield (9): 2015, 2016, 2018, 2019, 2020, 2021, 2022, 2023, 2024

### Torneos internacionales
- Copa de la AFC (1): 2015

## Participación en competiciones de la AFC
| Temporada | Torneo                      | Ronda                   | Club                          | Local               | Visitante     | Global        |
| --------- | --------------------------- | ----------------------- | ----------------------------- | ------------------- | ------------- | ------------- |
| 1996–97   | Copa de Clubes de Asia      | 1                       | Công an Thành phố Hồ Chí Minh | 1–1 (pró.)          | 1–0           | 2–1           |
| 1996–97   | Copa de Clubes de Asia      | 2                       | Yokohama F. Marinos           | 1–1                 | 0–2           | 1–3           |
| 2009      | Copa AFC                    | Grupo F                 | VB Sports                     | 0–0                 | 0–2           | 4º Lugar      |
| 2009      | Copa AFC                    | Grupo F                 | PSMS Medan                    | 0–1                 | 1–3           | 4º Lugar      |
| 2009      | Copa AFC                    | Grupo F                 | South China                   | 1–4                 | 0–2           | 4º Lugar      |
| 2015      | Liga de Campeones de la AFC | 1ª Preliminar           | Bengaluru                     | 2–1 (pró.)          |               |               |
| 2015      | Liga de Campeones de la AFC | 2ª Preliminar           | Bangkok Glass FC              | 0–3                 |               |               |
| 2015      | Copa AFC                    | Grupo F                 | East Bengal                   | 4–1                 | 1–0           | 1º Lugar      |
| 2015      | Copa AFC                    | Grupo F                 | Balestier Khalsa FC           | 3–0                 | 1–0           | 1º Lugar      |
| 2015      | Copa AFC                    | Grupo F                 | Kitchee                       | 2–0                 | 0–2           | 1º Lugar      |
| 2015      | Copa AFC                    | 2ª Ronda                | Ayeyawady United FC           | 5–0                 |               |               |
| 2015      | Copa AFC                    | Cuartos de final        | South China                   | 1–1                 | 3–1           | 4–2           |
| 2015      | Copa AFC                    | Semifinales             | Al-Qadsia                     | Cancelado           | 1–3           | w/o           |
| 2015      | Copa AFC                    | Final                   | Istiklol                      | 1–0                 | Campeón       |               |
| 2016      | Liga de Campeones de la AFC | 2ª Preliminar           | Muangthong United             | 0–0 (pró.) (0:3 p.) |               |               |
| 2016      | Copa AFC                    | Grupo H                 | Ayeyawady United FC           | 8–1                 | 2–1           | 1º Lugar      |
| 2016      | Copa AFC                    | Grupo H                 | Bengaluru                     | 3–0                 | 1–0           | 1º Lugar      |
| 2016      | Copa AFC                    | Grupo H                 | Lao Toyota                    | 3–0                 | 4–1           | 1º Lugar      |
| 2016      | Copa AFC                    | 2ª Ronda                | Kaya                          | 7–2                 |               |               |
| 2016      | Copa AFC                    | Cuartos de final        | South China                   | 2–1                 | 1–1           | 3–2           |
| 2016      | Copa AFC                    | Semifinales             | Bengaluru                     | 1–1                 | 1–3           | 2–4           |
| 2017      | Liga de Campeones de la AFC | 2ª Preliminar           | Bangkok United                | 1–1 (pró.) (5:4 p.) |               |               |
| 2017      | Liga de Campeones de la AFC | Play-Off                | Gamba Osaka                   | 0–3                 |               |               |
| 2017      | Copa AFC                    | Grupo F                 | Boeung Ket Angkor             | 3–0                 | 3–0           | 2º Lugar      |
| 2017      | Copa AFC                    | Grupo F                 | Magwe                         | 3–1                 | 1–1           | 2º Lugar      |
| 2017      | Copa AFC                    | Grupo F                 | Global Cebu                   | 4–0                 | 2–3           | 2º Lugar      |
| 2017      | Copa AFC                    | Semifinal Zona Asiática | Ceres Negros                  | 3–2                 | 1–2           | 4–4 (v.)      |
| 2018      | Liga de Campeones de la AFC | 2ª Preliminar           | Muangthong United FC          | 2–5                 |               |               |
| 2018      | Copa AFC                    | Grupo H                 | Persija Jakarta               | 3–0                 | 0–4           | 3º Lugar      |
| 2018      | Copa AFC                    | Grupo H                 | Sông Lam Nghệ An              | 3–2                 | 0–2           | 3º Lugar      |
| 2018      | Copa AFC                    | Grupo H                 | Tampines Rovers               | 2–1                 | 0–0           | 3º Lugar      |
| 2019      | Liga de Campeones de la AFC | Grupo E                 | Kashima Antlers               | 1–0                 | 1–2           | 4º Lugar      |
| 2019      | Liga de Campeones de la AFC | Grupo E                 | Gyeongnam FC                  | 1–1                 | 0–2           | 4º Lugar      |
| 2019      | Liga de Campeones de la AFC | Grupo E                 | Shandong Luneng               | 0–1                 | 1–2           | 4º Lugar      |
| 2020      | Liga de Campeones de la AFC | Grupo G                 | Descalificado                 | Descalificado       | Descalificado | Descalificado |
| 2021      | Liga de Campeones de la AFC | Grupo G                 | Nagoya Grampus                | 0–1                 | 1–2           | 3º Lugar      |
| 2021      | Liga de Campeones de la AFC | Grupo G                 | Pohang Steelers               | 0–2                 | 1–4           | 3º Lugar      |
| 2021      | Liga de Campeones de la AFC | Grupo G                 | Ratchaburi Mitr Phol          | 0–0                 | 1–0           | 3º Lugar      |
| 2022      | Liga de Campeones de la AFC | Grupo I                 | Kawasaki Frontale             | 0–5                 | 0–0           | 1º Lugar      |
| 2022      | Liga de Campeones de la AFC | Grupo I                 | Ulsan Hyundai                 | 2–1                 | 2–1           | 1º Lugar      |
| 2022      | Liga de Campeones de la AFC | Grupo I                 | Guangzhou                     | 5–0                 | 2–0           | 1º Lugar      |
| 2022      | Liga de Campeones de la AFC | Octavos de final        | Urawa Red Diamonds            | 0–5                 | 0–5           | 0–5           |
| 2023–24   | Liga de Campeones de la AFC | Grupo I                 | Kawasaki Frontale             | 0–1                 | 0–5           | 3º Lugar      |
| 2023–24   | Liga de Campeones de la AFC | Grupo I                 | BG Pathum United              | 4–1                 | 4–2           | 3º Lugar      |
| 2023–24   | Liga de Campeones de la AFC | Grupo I                 | Ulsan HD                      | 2–1                 | 1–3           | 3º Lugar      |
| 2024–25   | Liga de Campeones de la AFC | Fase de liga            | Shanghái Port                 | 2–2                 | 2–2           | 3º Lugar      |
| 2024–25   | Liga de Campeones de la AFC | Fase de liga            | Shanghái Shenhua              | 3–0                 | 3–0           | 3º Lugar      |
| 2024–25   | Liga de Campeones de la AFC | Fase de liga            | Gwangju FC                    | 1–3                 | 1–3           | 3º Lugar      |
| 2024–25   | Liga de Campeones de la AFC | Fase de liga            | Ulsan HD                      | 3–0                 | 3–0           | 3º Lugar      |
| 2024–25   | Liga de Campeones de la AFC | Fase de liga            | Shandong Taishan              | Cancelado           | Cancelado     | 3º Lugar      |
| 2024–25   | Liga de Campeones de la AFC | Fase de liga            | Buriram United                | 0–0                 | 0–0           | 3º Lugar      |
| 2024–25   | Liga de Campeones de la AFC | Fase de liga            | Central Coast Mariners        | 2–1                 | 2–1           | 3º Lugar      |
| 2024–25   | Liga de Campeones de la AFC | Fase de liga            | Pohang Steelers               | 5–2                 | 5–2           | 3º Lugar      |
| 2024–25   | Liga de Campeones de la AFC | Octavos de final        | Buriram United                | 0–1                 | 0–0           | 0–1           |